# 拉沙约斯
拉沙约斯（法語：La Chailleuse，法語發音：[la ʃajøz]）是法国汝拉省的一个市镇，属于隆斯勒索涅区。该市镇于2016年由原市镇阿尔特纳、埃西亚、圣洛朗拉罗什和瓦雷西亚合并而成，行政中心位于阿尔特纳。

## 地理
拉沙约斯（46°35'12"N, 5°31'51"E）面积24.53 平方千米，位于法国勃艮第-弗朗什-孔泰大區汝拉省，该省份为法国东部内陆省份，北起上索恩省，西北接科多尔省，西临索恩-卢瓦尔省，南至安省，东与杜省和瑞士接壤。
与拉沙约斯接壤的市镇（或旧市镇、城区）包括：热万热、热吕日、博尔奈、库尔贝特、阿列兹、雷图斯、贝菲亚、罗托奈、欧日塞、罗塔利耶、瑟桑塞。
拉沙约斯的时区为UTC+01:00、UTC+02:00（夏令时）。

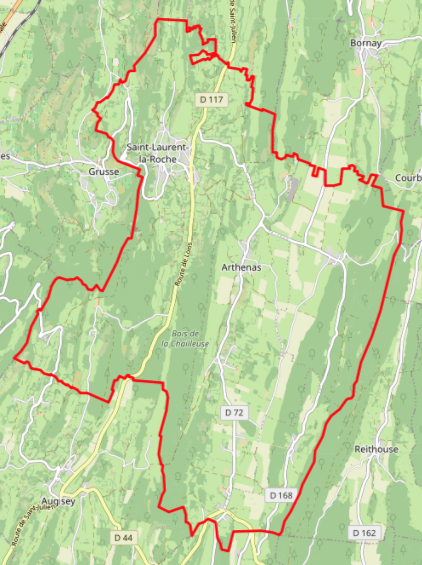
拉沙约斯的OSM定位图

## 行政
拉沙约斯的邮政编码为39270、39570，INSEE市镇编码为39021。

## 政治
拉沙约斯所属的省级选区为圣阿穆尔县。

## 人口
拉沙约斯于2022年1月1日时的人口数量为590人。